# Tatort: Lohn der Arbeit
Lohn der Arbeit ist der Titel des 807. Tatort-Krimis und der 26. Fall von Harald Krassnitzer in der Rolle des österreichischen Sonderermittlers Moritz Eisner, der am 28. August 2011 vom ORF erstgesendet wurde.

## Handlung
Der Bauunternehmer Kogl wird leblos an einem Kran, hoch über einer Baustelle hängend, gefunden. Er war jedoch schon vorher tot – mit einer rostigen Eisenstange erschlagen, wie die Untersuchung ergibt. Sonderermittler Moritz Eisner findet am Tatort eine markante dunkle Zigarettenkippe.
Der Sohn des Opfers, Hubert Kogl, eröffnet gerade feierlich und mit viel öffentlichem Interesse die 25. Wohnanlage. Der Journalist Markus Feyersinger macht auffallend viele Fotos und auch Eisner ist dabei. Selbst der Pfarrer hält eine verhaltene Lobesrede, weiß jedoch, dass jede Menge Ausländer die Arbeit gemacht haben und ehe sie bezahlt werden konnten, wurden sie wieder abgeschoben. Über Winter sind sie in ihrem unbeheizten Containern fast erfroren. Erwin Filzer, der dafür verantwortlich ist, ist schon seit einiger Zeit untergetaucht. Er hatte als Subunternehmer die Schwarzarbeiter für Kogls Firma gestellt, so dass dieser selber nichts mit der illegalen Beschäftigung zu tun hatte und öffentliche Gelder in Anspruch nehmen konnte. Als er das jedoch herausfand, hat er Filzer beim Finanzamt denunziert.
Kogl hat eine sehr junge Frau, die vermutlich Haupterbe sein wird. Die Testamentseröffnung beim Notar ergibt jedoch, dass das Erbe zu gleichen Teilen an den Sohn und die geschiedene erste Ehefrau gehen soll. Seine Witwe soll nichts erhalten, da sie Kogl nicht treu gewesen sei. Das Kind, welches sie erwartet, kann nicht von Kogl sein, da er sich hat sterilisieren lassen.
Ein Mazedonier ist zusammen mit seinem alten Vater von seinem Dorf geschickt worden, um den ausstehenden Lohn zu holen. Sie halten sich in den Bergen versteckt und suchen zunächst beim Pfarrer Rat. Später fordern sie in ihrer Verzweiflung von der Witwe Kogls ihren Lohn. Die ruft aber sofort die Polizei, und so wird nach ihnen auch wegen Mordverdachts gefahndet. Der Journalist Markus Feyersinger hilft ihnen bei der Flucht, da er schon lange gegen Kogl recherchiert, sie werden letztendlich aber doch gefunden. Beweise für den Mord gibt es jedoch nicht.
Eisner hört den Anrufbeantworter Kogls ab und wird auf einen Anruf von einem Finanzbeamten Jakob Wiesner aufmerksam. Dieser bestellte Kogl genau am Tatabend zu der Baustelle mit dem großen Kran. Wiesner wird danach befragt und gibt zu, mit Kogl diesen Abend einen heftigen Disput gehabt zu haben, da er wusste, dass Kogl am Leid der Mazedonier nicht unschuldig war. Er habe die 10.000 Euro des ausstehenden Lohns für die Leute gefordert, und im Streit sei Kogl rückwärts auf ein Eisengitter gefallen. Dort habe er ihn zwar liegen gelassen, aber nicht mit einer Stange erschlagen. So bleibt nur Filzer selbst als Hauptverdächtiger aufgrund der Denunzierung Kogls und einer möglichen Rache dafür. Eisner lässt Markus Feyersinger mit Kogls Handy bei Filzer anrufen und konfrontiert ihn mit brisanten Details zu seinen Schwarzgeldkonten. Damit lockt er ihn zu der Baustelle, wo Eisner und sein Kollege Pfurtscheller auf ihn warten und problemlos verhaften. Wie fast zu erwarten taucht auch Feyersinger auf der Baustelle auf, denn als Journalist kann er sich das nicht entgehen lassen. Eisner konfrontiert ihn mit der Zigarettenkippe, die er am Tatort gefunden hatte und die eindeutig von ihm stammt. So gesteht er, in der Tatnacht auch auf der Baustelle gewesen zu sein. Vom Fenster aus sah er Kogl am Boden liegen. Er ging hinunter, um noch ein paar Fotos zu machen, doch als Kogl ihn provozierte und als miese Ratte bezeichnete, habe er mit einer Stange zugeschlagen. Aus der Situation heraus habe er ihn dann öffentlich als Mahnmal aufgehängt.
Wie von Kogl gewünscht, wird seine Asche zum Schluss auf seiner letzten Baustelle einbetoniert.

## Hintergrund
Die Produktionsfirma epo Film drehte die Episode im Auftrag des ORF in Hall in Tirol.
Die Handlung beruht auf tatsächlichen Vorkommnissen, die sich 1994 in Kitzbühel um eine Firma aus Wels zugetragen haben, allerdings ohne Mordfall. Der Versuch des Bauunternehmers, den Finanzbeamten zu psychiatrisieren, ist dagegen nicht erfunden.
Eisner ermittelt in dieser Episode ohne Adele Neuhauser, da die Folge bereits vor Einführung der Rolle Bibi Fellner gedreht wurde.

## Rezeption

### Einschaltquote
Die Erstausstrahlung von Lohn der Arbeit am 28. August 2011 wurde in Deutschland insgesamt von 6,56 Millionen Zuschauern gesehen und erreichte einen Marktanteil von 20,0 Prozent.

### Kritiken
Rainer Tittelbach von tittelbach.tv wertete: „Krimi-dramaturgisch ist das ohne große Raffinesse, dafür mit reichlich Ösi-Schmäh versetzt und die Sozialkritik ätzt sich in viele der mit Tiroler Redundanz erzählten Szenen. Launiger, unspektakulärer Whodunit (ohne Neuhauser!).“
Bei der HNA urteilte Rudolf Ogiermann: „Das Ergebnis ist ein bei der Erstausstrahlung bereits baufälliger Krimi, der wohl sozialkritisch sein will, jedoch nicht mehr ist als eine platte Parodie. Harald Krassnitzer in der Rolle des Chefinspektors Moritz Eisner kann einem wirklich leidtun, nicht nur, weil er (was für ein sprechendes Bild!) auf Krücken durch diesen Fall hatscht, sondern weil er offenbar der Einzige ist, der einen ‚echten‘ Menschen spielen darf unter lauter Karikaturen – einschließlich seines Mitarbeiters Pfurtscheller (Alexander Mitterer). Leidtun können einem aber auch alle (ausländischen) Schwarzarbeiter in der Realität, deren Not für einen solchen Film schamlos ausgeschlachtet wird.“
Dieter Bartetzko von der Frankfurter Allgemeinen Zeitung schrieb: „Die Tatort-Folge ‚Lohn der Arbeit‘ ist ein Lehrstück über den Ellenbogenkapitalismus. [...]  Mit Eisner immer fassungsloser die Vorgänge beobachtend, lernen wir – nach einem zähflüssigen und verwirrenden Anfang – Tirol als Spiegel der Welt kennen, in der wir leben: „Unsere Wirtschaft ist eine Schattenwirtschaft“, heißt es einmal. […]  Wenn dieser Satz fällt, ist jedem Zuschauer schon klar, dass es um unser aller Ellenbogenkapitalismus geht, den wir nicht nur erdulden, sondern befördern. […]  Diese Aussichtslosigkeit, die an den Opfern des markthörigen Europas klebt wie das Rohöl an Clouzots Protagonisten, gibt dem Film sein Gewicht. Die Krimielemente – irgendwann traut man dem Journalisten den Mord zu, der Ex-Kellnerin, dem Sohn –, sind dagegen kaum von Belang.|Dieter Bartetzko, Frankfurter Allgemeine Zeitung“
Christian Buß von Spiegel Online meinte: „So anrührend das Mitleid mit den mazedonischen Arbeitern (Mustafa Nadarevic und Branko Tomovic) ist, die hier in den Hängen um die Stadt den Moment abzupassen versuchen, um ihren Lohn einzufordern – der Provinzkrimi um Schwarzarbeit, Bausünden und Erbstreit spielt so lahmend und so linkisch die Verdachtsmomente durch, dass man sich bald aus diesem verfluchten Tirol mit seinen Bausünden wegwünscht. Pfusch, wo man hinschaut.“
Bei der Berner Zeitung schrieb Denise Jeitziner: „In ‚Lohn der Arbeit‘ hat der Drehbuchschreiber ein latentes Problem behandelt und auch optisch war das Thema gut umgesetzt. Die engen Gassen, die in der Vogelperspektive gefilmt wurden, passten zur bedrückenden Situation. Die Menschen bewegten sich darin wie in einem ausweglosen Labyrinth. Dummerweise beliess es der Autor nicht bei der wahren Gegebenheit und übertrieb es mit den Klischees und Handlungen [...] Bei all dem Unrecht um die armen Schwarzarbeiter war es zudem beinahe egal, wer den geldgierigen Bauunternehmer umgebracht hatte, was sich negativ auf die Spannung auswirkte. [...]  Ein plumpes wie bezeichnendes Ende in solch einem Milieu. Schuld ist irgendwie niemand und gleichzeitig jeder. Der Mörder ist gefasst, das Unrecht geht weiter. Und so endete «Lohn der Arbeit» so schwer, wie ein verregneter Sonntag, bevor es am Montag wieder mit dem Alltag weitergeht.“
Michaela Mottinger kam im  Kurier zu dem Urteil: „der Mitterer-Tatort ist innerhalb der Reihe längst eine eigene Marke. Qualitätsvoll, intelligent, schlüssig, spannend. Das schreibt hier eine, die Fernsehkrimiautoren in der Regel zur Halbzeit auf die Schliche gekommen ist. Bei Mitterer: Unmöglich. Er zaubert Verdächtige wie Kaninchen aus dem Hut – immer wieder hat man einen anderen auf dem Kieker – und präsentiert auch keine ‚einfache‘ Lösung. Das von Burg und Josefstadt entliehene Ensemble agiert fein, allen voran Martin Zauner als verzweifelter Finanzbeamter. Da kann auch Harald Krassnitzer nicht anders als gut sein. Sein lädiertes Knie – nach einem Treppensturz leider echt – macht den Eisner zynisch, wortkarg und übellaunig. Das steht ihm!“